# Роєшть (комуна)
Роєшть, Роєшті (рум. Roești) — комуна у повіті Вилча в Румунії. До складу комуни входять такі села (дані про населення за 2002 рік):
- Беженарі (184 особи)
- Берберіджень (219 осіб)
- Беяша (198 осіб)
- Куєнь (638 осіб)
- Піску-Скоарцей (44 особи)
- Рипа-Керемізій (136 осіб)
- Роєшть (391 особа)
- Сайоч (101 особа)
- Фрасіна (21 особа)
- Чокилтей (378 осіб)

Комуна розташована на відстані 168 км на захід від Бухареста, 32 км на південний захід від Римніку-Вилчі, 68 км на північ від Крайови, 146 км на південний захід від Брашова.

## Населення
За даними перепису населення 2002 року у комуні проживали 2310 осіб, усі — румуни. Усі жителі комуни рідною мовою назвали румунську.
Склад населення комуни за віросповіданням:
| Релігія       | Кількість осіб | Відсоток |
| ------------- | -------------- | -------- |
| православні   | 2299           | 99,5%    |
| римо-католики | 6              | 0,3%     |
| баптисти      | 5              | 0,2%     |